# Katarina, le Paon et le Jésuite
Katarina, le Paon et le Jésuite est un roman slovène de Drago Jančar publié aux éditions Passage du Nord-Ouest en 2009.

## Trame narrative
Le roman commence par le comportement étrange des animaux la nuit, un peu avant Pâques 1756, entre Pannonie et istrie, entre Styrie et Carniole. Une nuit, on entend les sabots d'un grand troupeau : la horde sauvage et aveugle de 2 000 porcs court se noyer. Certains y voient la légion des Malins. Cette même nuit, Katarina, slovène, presque trentenaire, encore célibataire, utile à son père pour son sérieux et son éducation chez les ursulines (l'allemand, un peu de latin, de nombreuses lectures) et comme teneuse des livres de compte de son père, tourmentée, est visitée jusqu'au sang par deux anges.
Comme dans toute la région, comme en Istrie, par exemple à Roč, Draguć ou Vodnjan, on honore Saint Roch, Saint Sébastien, Sainte Agnès. À Dobrava, comme tous les sept ans, on prépare le grand pèlerinage de Kelmoraïn (Köln am Rhein et Aachen). Katarina décide de tout quitter, même son chien Aron, de se faire pérégrine et pauvre, et de se joindre au pèlerinage magyar (au sens de slave ou pas germanophone), que le Conseil impérial à Vienne voudrait supprimer, en raison  des troubles (rapine, dépravations, débauches, violences, incendies) qui l'accompagnent trop fréquemment. Son père ne parvient pas à faire intervenir le prince-évêque du vaste évêché (Istrie comprise) de Ljubljana pour l'interdire à sa fille.
Franc Henrik Windisch, cadet de l'école militaire de Wiener Neustadt, l'homme vêtu de blanc, avec perruque et foulard de soie, elle le désirait autant qu'elle le haïssait (p. 35). Guère plus que lieutenant, il se voit colonel bientôt, prêt à faire la guerre aux Prussiens pour la plus grande gloire de l'impératrice : Vivat.
Simon Lovrenc a déjà été poussé au fossé par ce futur grand capitaine. Il croise dans un cabaret un régisseur inquiet que sa fille parte aussi aventureusement, et il le rassure en lui déclarant qu'elle reviendra... Enfant de Carniole, ancien jésuite, défroqué, parce qu'il doute, après un long passage au Paraguay, chez les Guaranis, dans les missions jésuites, après un bref séjour au monastère d'Olimje (en), il s'est fait voyageur. Et, la première nuit du pèlerinage, en plaine de Carinthie, dans la vallée de la Drave, leurs regards se rencontrent et ils se sourient.
Au premier orage en pays karstique, les torrents débordent, provoquant les premières morts. Simon sauve Katarina en même temps qu'un jeune chien perdu, et la confie à une sœur carmélite qui la soigne, en le tenant à distance. Puis ils tentent de rejoindre le gros de la troupe : ferme dévastée, moulin vide, comme des proscrits. Ils se racontent leurs vies, apprennent à se connaître, à s'apprécier, s'aimer. Enfant de pauvre serf envoyé au collège des Jésuites, connaisseur d'Ovide, Virgile, Platon, Érasme, Bacon, et d'autres, il est le novice aux manches retroussées (p. 169). En une dizaine de chapitres entrelacés, il évoque la furieuse expérience de la mission de Santa Ana au Paraguay, de Tapé au Pays-sans-Mal, l'utopie d'un christianisme heureux. Le couple est rattrapé par le pèlerinage magyar et accusé de tout : Traînée, crimen bestiale, ce que résumerait la fresque de la Luxuria dans l'église Saint-Nicolas de Vissoko.
La fuite à Landshut (sud-est de la Bavière) et le refuge dans un monastère dominicain (domini canes, les chiens du Seigneur) permet une courte pause, jusqu'à ce que la ville envahie par les pèlerins soit enflammée après les récits de supplices et autres délires prophétiques du vieux Tobija à l'auberge du Sang sacré. Le départ de Landshut des pèlerins, avec la vision dans le ciel d'une bête immense, une vache géante, coïncide avec l'arrivée du régiment de l'armée autrichienne dirigé par Windisch.
Le trio reconstitué va connaître des aventures terribles. Pour Simon, torturé devant le diable et l'ange : ma vie a atteint des abîmes (p. 419). Il ne rêve plus de canons comme à Santa Ana, mais de tortures, avec un baiser de la Vierge Marie (p. 420). Libéré finalement de la prison de Landshut, Simon repart en quête de Katarina.

## Personnages
- Katarina Poljanec, pélerine slovène (p. 457), pas encore trentenaire, et célibataire,
  - son père, Jozef Poljanec, veuf, régisseur de la ferme du domaine de Dobrna, qui appartient au baron Leopold Windisch, en  Carniole,
  - sa sœur, Kristina, mariée à un marchand de Ljubljana,
  - son frère, exilé à Trieste,
  - sa mère, Nez, au ciel depuis dix ans,
  - son ange, ou son angèle,
  - Amalija (p. 77), qui la seconde ou l'accompagne, pour quelques actions remarquées,
  - Klara, consœur compagne d'officier autrichien, et qui la met en garde,
- Simon Lovrenc, fils d'un paysan de Zapotok sujet des comtes de Turjak, [.], ex-jésuite, scolastique, missionnaire (p. 451), révoqué, mouton castré (p. 392), naufragé du pays des Indes (p. 376),
- Franc Henrik Windisch, 35 ans, célibataire, neveu du baron Leopold (p. 465), officier autrichien aviné (p. 455), vantard, le paon,
- le propriétaire de domaines, Leopold Henrik Windisch, baron,
- le prince-évêque, comte Attems, archevêque de Ljubljana, débordé, et son secrétaire, aussi incapable,
- l'abbé Janez Demsar,
- le vieux Tobija, de Ptuj, patriarche, hors temps, conteur compulsif, prêcheur excessif, fauteur de troubles,
- le chef des pèlerins, Mihail Kumerdej, marchand de Slovenj Gradec (Gradec la slovène), 
  - son épouse, trop bien en chair, et visionnaire Magdalenka,
  - l'orfèvre Schwartz, bourgeois à la chaîne d'or, et sa femme Leonida,
  - le gros ,paysan de Sentjanz, Dolnicar,
- l'ermite anachorète Hiéronyme (p. 107) et (p. 565), près de Salzbourg : Je suis la forêt hivernale en novembre, je suis une rivière à perte,
- la sœur carmélite Pélagie, qui soigne Katarina, après l'inondation,
- les juges Stoltz et Steltz, au château de Lendl
- le juge Oberholzer, de Landshut...

## Thématiques
Le roman évoque fort bien divers thèmes, croisés.
Le premier est la religiosité populaire chrétienne catholique en Slovénie, Istrie, Carniole : miracles, prodiges, légendes, prophéties, confessions, exemples, iconographie chrétienne, fresques, prières, processions, passions (comme au retour à Dobrava)... En témoignent les pèlerinages, fantasmés, redoutés : les saintes étoffes d'Aix (p. 109) sont peut-être les langes de l'Enfant Jésus (p. 462). Les saintes reliques (pieds de Sainte Barbe, langue de Marie l'Égyptienne) et talismans associés, ou certificats, sont peut-être aussi et surtout une source d'enrichissement pour les villes d'Allemagne rhénane. Mais on peut plutôt des menteurs (Lügner) que des conteurs ou des prophètes.
Le second est la réussite chrétienne et humaine des missions jésuites chez les Guaranis, cassée par une décision politique du pape. Cela explique en partie la personnalité de Simon, de fait devenu éternel errant. Chaque fois qu'il rencontre Katarina, son moinillon savant (p. 499) est repris par l'amour humain et peut penser : désormais je sais au moins ce qu'est la beauté, même si je ne la comprends pas (p. 482).
Le personnage de l'officier autrichien, est complexe : le tentateur, le séducteur, le suborneur (p. 500). Katarina l'apostrophe dans son sommeil aviné : avec ta diabolique barbe de bouc et ta cravate de soie au cou (p. 465), cette boule de chair et de vin qui me domine est en train de lever ses lourdes paupières et laisse apparaître dans ses yeux le blanc de l'effroi (p. 470). Parmi les cauchemars d'effroi, figure celui du combat à venir lors de la bataille (pp. 473-475). Puis, après la dernière bataille, la moitié du visage arraché, il sait qu'il aura droit pour le mieux à quatre vaches (p. 491)...
Quand Simon les retrouve à Tutzing, et à Felfading (et la fresque de la Création et de la Mort), au bord du lac de Strarberg (près de Munich, en Bavière), c'est parce que, une fois de plus, il répond à l'appel de Katarina, convertie en Samaritaine, prête à sauver encore une fois Windisch, avec les autres villageoises,quand Simon, au lieu de le délivrer (Délivre-le), l'humilie dans la fosse à purin. L'étrange trio est reconstitué : Windisch tempête, Simon pêche, et Katarina alterne ses attentions. Le personnage complexe de Katarina est particulièrement attachant, et crispant : partagée, victime, presque séquestrée par Windisch, presque abandonnée par Simon.
Le personnage de Jozef Poljanec, opposé au départ de Katarina, est inquiet de son absence, quand la plupart des pèlerins de Kelmoraïn sont revenus, en passant par Rateče (en) (Kranjska Gora) et Svete Višarje (sl) (Monte Santo di Lussari (it)). Puis elle revient, seule, ou plutôt enceinte.
La sexualité féminine est pourtant particulièrement malmenée : Luxuria, le trou gluant de l'enfer (p. 470), sauf quand elle est comme sanctifiée avec Simon, et dans cette petite enfant qui apparaît dans tel ermitage final.
Surtout, le texte est souvent remarquablement écrit, comme dans l'histoire du cerf et du bêlier dans la forêt au-dessus de Dobrava (pp. 494-497).

## Éditions
- Katarina, le paon et le jésuite, éditions Passage du Nord-Ouest, 2009), 572 pages  (ISBN 978-2-914-834-35-3)

## Réception
Les critiques francophones accessibles, trop peu nombreuses, sont très bonnes.